# 京都音工房
京都音工房（きょうとおとこうぼう）は、京都市東山区にある音楽レーベル。
作曲家でピアニストの松尾シゲオキが代表を務めており、シンガー大谷英梨子らが所属している。

## CD
- First Gate - 松尾依里佳（2008年7月10日）